# 슈테판 리페
슈테판 리페(독일어: Stefan Lippe, 1955년 10월 11일 ~ 2020년 3월 27일)는 독일의 경영자이다. 2009년부터 2012년까지 스위스리의 최고경영자를 맡았다.

## 개요
1983년 스위스리의 자회사인 바이에른리에 취업하였다. 2009년 파산 위기를 맞게 된 스위스리의 새 최고경영자를 맡게 되었다.
2013년에는 AXA 감사위원회 의장을 맡았다. 2020년 3월 27일 스위스에서 코로나19에 의한 합병증으로 사망하였다.